# Aleš Kaluža
Aleš Kaluža (* 5. srpna 1972) je bývalý český fotbalista.

## Fotbalová kariéra
V československé a české lize nastoupil ve 12 utkáních za Duklu Praha a Vítkovice. Dále hrál za FK Fotbal Třinec.

## Ligová bilance
| Ročník                                   | Zápasy | Góly | Klub         |
| ---------------------------------------- | ------ | ---- | ------------ |
| 1. československá fotbalová liga 1992/93 | 3      | 0    | Dukla Praha  |
| 1. československá fotbalová liga 1992/93 | 4      | 0    | FC Vítkovice |
| 1. česká fotbalová liga 1993/94          | 5      | 0    | FC Vítkovice |
| CELKEM                                   | 12     | 0    |              |